# Barbara Baryżewska

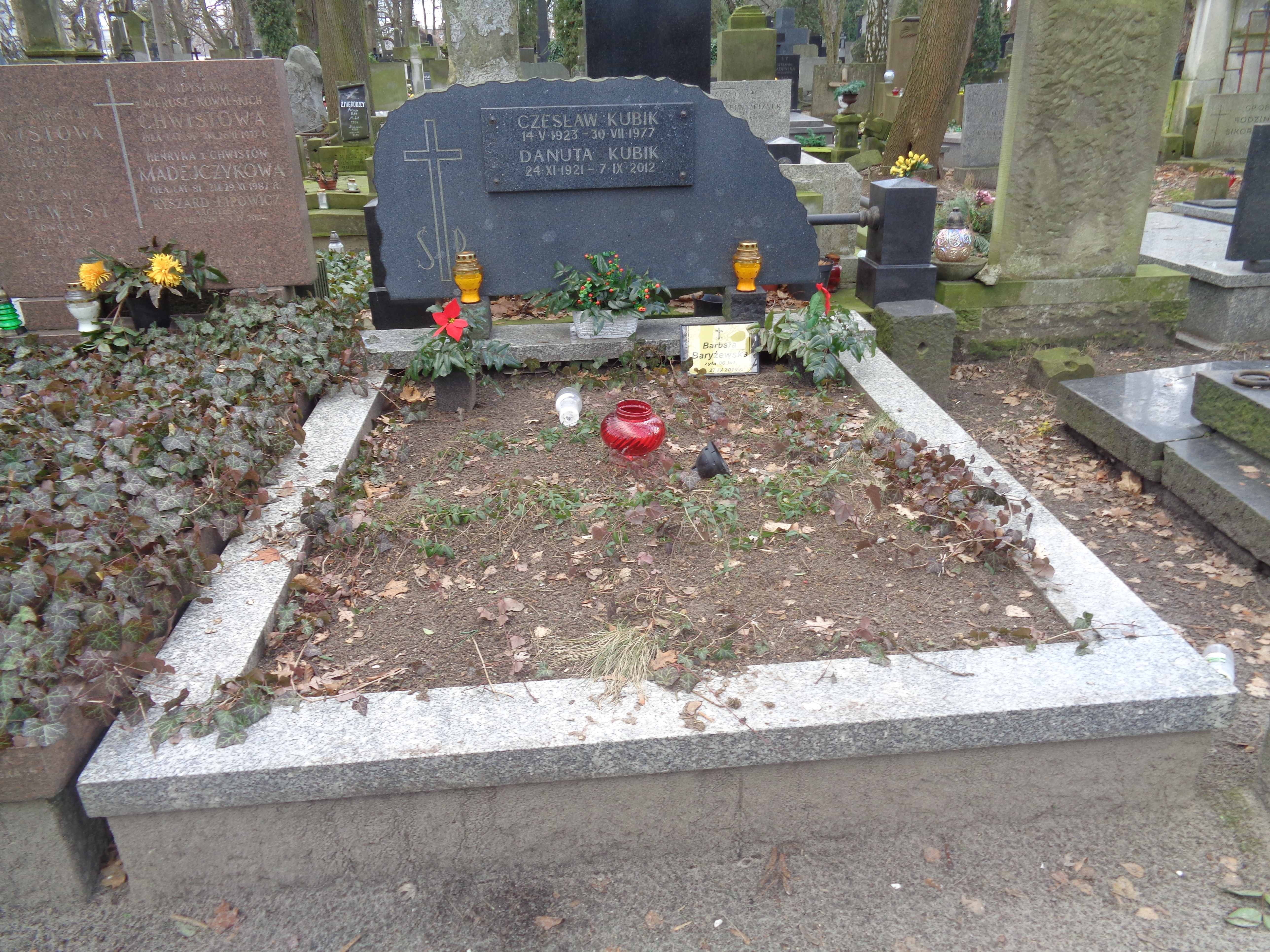
Grób Barbary Baryżewskiej na Cmentarzu Powązkowskim

Barbara Baryżewska (ur. 25 stycznia 1939 w Rudzie Pabianickiej, zm. 27 kwietnia 2019 w Warszawie) – polska aktorka teatralna, filmowa i telewizyjna. 
W 1960 ukończyła studia na Wydziale Aktorskim PWST w Warszawie. 
Urnę z prochami aktorki złożono 8 maja 2019 w grobie rodzinnym na cmentarzu Stare Powązki (IV brama).

## Teatr
Występowała na deskach różnych teatrów i podobnych instytucji:
- 1960–1961 – Estrada, Lublin,
- 1961–1966 – Gdańskie Studio Rapsodyczne,
- 1967–1969 – Teatr im. Aleksandra Fredry, Gniezno,
- 1969–1975 – Teatr im. Wilama Horzycy, Toruń,
- 1975–1985 – Teatr im. Stefana Jaracza, Olsztyn,
- 1985–1987 – Teatr Dramatyczny, Elbląg,
- 1987–1990 – Teatr Studyjny'83 im. Juliana Tuwima, Łódź,
- 1990–1992 – Teatr Szwedzka 2/4, Warszawa.

### Role teatralne (wybór)
- 1960 – Karykatury jako pani Borkowska (reż. Maria Wiercińska)
- 1962 – Pensja pani Latter jako gospodyni (reż. Stanisław Milski)
- 1967 – Cudzoziemczyzna jako Zofia (reż. Stanisław Brejdygant)
- 1969 – Ożenić się nie mogę jako Hermenegilda (reż. Andrzej Dobrowolski)
- 1969 – Pierścień wielkiej damy jako Magdalena Tomir (reż. Zdzisław Dąbrowski)
- 1971 – Wujaszek Wania jako Zofia Aleksandrowna – Sonia (reż. Maria D’Alphonse)
- 1971 – Matka jako Zofia Plejtus (reż. Hieronim Konieczka)
- 1971 – Pan Geldhab jako Flora (reż. Krzysztof Rościszewski)
- 1972 – Lato jako Ernestyna (reż. H. Konieczka)
- 1972 – Pułapka na myszy jako Casewell (reż. M. D’Alphonse)
- 1973 – Sonata Belzebuba jako Krystyna Ceres (reż. H. Konieczka)
- 1973 – Wyzwolenie jako Muza (reż. Michał Rosiński)
- 1974 – Pierwszy dzień wolności jako Inga (reż. M. Rosiński)
- 1975 – Zamek jako Frieda (reż. Henryk Baranowski)
- 1976 – Iwona, księżniczka Burgunda jako dama (reż. H. Baranowski)
- 1977 – Wariatka z Chaillot jako Irma Cambert (reż. Lech Hellwig-Górzyński)
- 1978 – Taniec śmierci jako Alicja (reż. Feliks Falk)
- 1979 – Radcy pana radcy jako Eufrozyna (reż. Jerzy Wróblewski)
- 1979 – Lot nad kukułczym gniazdem jako siostra Ratched (reż. Jan Błeszyński)
- 1981 – Śluby panieńskie jako pani Dobrójska (reż. Jacek Wierzbicki)
- 1982 – Moralność pani Dulskiej jako Tadrachowa (reż. J. Wierzbicki)
- 1982 – Na dnie jako Kwasznia (reż. K. Rościszewski)
- 1983 – Matka jako Janina Węgorzewska (reż. J. Wierzbicki)
- 1983 – Ślub jako Maria (reż. Alina Choińska)
- 1984 – Wesele jako gospodyni (reż. J. Wróblewski)
- 1985 – Stara kobieta wysiaduje jako stara kobieta (reż. Janusz Kozłowski)
- 1985 – O Rumcajsie rozbójniku jako Jiczinianka (reż. Stanisław Tym)
- 1986 – Wariat i zakonnica jako siostra Barbara (reż. Jerzy Sopoćko)
- 1988 – Przygody Alicji w krainie czarów jako Żółw (reż. Paweł Nowicki)
- 1988 – Zbójcy jako Daniela (reż. Berhard Wohl)
- 1990 – Szczęśliwe dni jako Winnie (reż. Jacek Zembrzuski)
- 1991 – Tak chcę tak jako Mleczarka-Matka (reż. H. Baranowski)
- 1992 – Zamek jako Gardena, oberżystka (reż. H. Baranowski)

## Filmografia
- 1979 – W słońcu i w deszczu
- 1991 – Koniec gry jako złodziejka w domu towarowym złapana przez Tomczyka
- 1991 – Rozmowy kontrolowane jako generałowa na balu
- 1992 – Pierścionek z orłem w koronie jako kobieta w piwnicy
- 1993 – Czterdziestolatek. 20 lat później
- 1994 – Bank nie z tej ziemi jako kwiaciarka
- 1995 – Sukces... jako Ewa, sekretarka ministra Kaweckiego
- 1998 – Poniedziałek jako Maria
- 1998 – Siedlisko jako Leokadia Wójcikowa
- 1999 – Egzekutor jako pracownica opieki społecznej
- 1999 – Tydzień z życia mężczyzny jako żona sprzedającego dom
- 1999 – Złotopolscy jako kobieta wchodząca do szpitala psychiatrycznego
- 2000–2001 – Adam i Ewa jako Małgorzata Okińczyc
- 2000 – Na dobre i na złe jako Więckowa, pacjentka leżąca razem z Burczykową
- 2000 – Sukces jako pracownica PGR-u
- 2002 – Psie serce jako mieszkanka wsi
- 2002–2008 – Samo życie jako Kazimiera, kandydatka na opiekunkę, a potem opiekunka Kasi Dunin
- 2003 – Kasia i Tomek jako zakonnica
- 2003–2008 – Na Wspólnej jako Teresa Włodarczyk, gospodyni księdza Szymona
- 2004 – Dziupla Cezara jako staruszka w sklepie alkoholowym
- 2005–2006 – Warto kochać jako siostra Barbara
- 2006 – Magda M. jako starsza pani
- 2007 – Ryś jako młodsza starsza pani
- 2009 – Miasto z morza jako Frischke, ciotka Łucki (odc. 2)
- 2014 – Blondynka jako babcia Antka (odc. 29)
- 2019 – Na sygnale jako Zofia (odc. 233)
- 2019 – Ojciec Mateusz jako babcia Anieli (odc. 276)

## Programy tv
- 1999 – Decyzja należy do ciebie (reż. Andrzej Zaorski)
- 2003 – Praca nie czyni wolnym – dokument z cyklu Ludzie wśród ludzi (reż. Krzysztof Riege)

## Nagrody i wyróżnienia
- 1971 – nagroda na II Ogólnopolskim Przeglądzie Teatrów Zawodowych Małych Form w Szczecinie za rolę w sztuce To się zdarzyć nie może
- 1972 – tytuł najpopularniejszej aktorki w plebiscycie „Dziennika Wieczornego” w Bydgoszczy
- 1976 – wyróżnienie na XVIII Festiwalu Teatrów Polski Północnej w Toruniu za rolę Friedy w Zamku